# ITC Avant Garde
Pour les articles homonymes, voir Avant-garde.
ITC Avant Garde est une police de caractères linéale géométrique, créée en 1970 par Herb Lubalin, basée sur son logo du magazine Avant Garde (1968-1971).
Elle intègre plusieurs ligatures esthétiques caractéristiques qui « compensent et restituent un peu de chaleur ».

## Origines
Le logotype originel du magazine est l'œuvre du graphiste américain Herb Lubalin. Lubalin s'associera bientôt à Tom Carnase et ensemble, ils travailleront au développement complet de la police.
En 1974, Ed Benguiat dessine la version condensée de l'Avant Garde. Trois ans plus tard, l'Avant Garde oblique d'André Gürtler, Eric Gschwind et Christian Mengelt vient compléter la famille.
Une extension cyrillique est dessinée par Vladimir Yefimov en 1993.
En réalisant sa version OpenType, la fonderie ITC ajoute 33 caractères et ligatures à l'Avant Garde originelle.